# Guitar Hero Mobile
Guitar Hero Mobile és una sèrie de videojocs musicals que forma part de la saga Guitar Hero i que està adaptada als telèfons mòbils, incloent BlackBerry i dispositius que suporten la plataforma Windows Mobile. El sistema de joc és el mateix que els altres jocs de la saga, és a dir, el jugador simula que és el guitarrista principal d'un grup de música rock i ha de tocar les notes que apareixen per la pantalla mitjançant els botons del teclat del telèfon.
Els tres primers jocs (Guitar Hero III Mobile, Guitar Hero III Backstage Pass i Guitar Hero World Tour Mobile) van ser desenvolupats per MachineWorks Northwest LLC i publicats per Hands-On Mobile. La nova versió titulada Guitar Hero 5 Mobile està desenvolupada per Glu Mobile.

## Desenvolupament
L'empresa Hands-On Mobile va adquirir la llicència d'Activision per poder realitzar l'adaptació del joc per a telèfons mòbils. El primer títol, Guitar Hero III Mobile, va rebre l'autorització per contenir 51 cançons, dos personatges, tres escenaris i quatre tipus de guitarra. Originalment es va fer la versió per clients de Verizon Wireless, però al febrer de 2008 es va posar a disposició d'altres. La programació del joc la va dur a terme l'empresa Robinson Technologies (RTSoft), filial de MachineWorks Northwest LLC, amb col·laboració de Anthem Game Group pels gràfics. El so es va extreure dels arxius originals del joc Guitar Hero III: Legends of Rock d'Activision però es va reduir la seva mida mantenint els diferents canals de so per separar la guitarra, els instruments de fons, les veus i el públic. Per reduir la memòria del mòbil utilitzada durant l'execució del joc, només es guarden dues cançons al mateix temps, i per accedir a les altres és necessari que siguin descarregades.
Es va considerar l'ús de cinc botons del teclat igual que en les versions per consoles però amb les proves es va determinar que era millor l'ús de només tres botons. Aquest fet es va contrarestar mitjançant l'addició de ràpides transicions i accions de prémer diversos botons simultàniament per tal d'augmentar la dificultat.

## Jugabilitat
El sistema de joc és molt similar al de les versions per consola amb la diferència bàsica que només s'utilitzen tres botons de trast en lloc de cinc. Cada botó de trast correspon a una columna de les tecles numerades del telèfon mòbil, és a dir, "1", "4" i "7" per les notes verdes, "2", "5" i "8" per les vermelles i "3", "6" i "9" per les grogues. Així, quan les notes arriben a la part baixa de la pantalla cal prémer o aguantar un dels botons correctes. Per activar la potència estel·lar (Star Power) s'utilitza la tecla asterisc "*" o "OK". El joc només inclou el mode carrera individual on cal superar un total de cinc cançons, concretament tres escenaris de cinc cançons. Per superar un escenari cal tocar correctament quatre cançons i després es desbloqueja una cançó extra. No hi ha cap mode multijugador en el videojoc.

L'edició Guitar Hero III Backstage Pass va afegir elements de rol al videojoc, on a part de tocar les cançons, l'usuari podia fer de mànager d'una banda rock i conduir-la fins a l'estrellat. L'èxit en aquesta part del joc permetia aconseguir diners per comprar material bloquejat com escenaris, guitarres i altres objects.

Seguint amb l'expansió de la saga que va iniciar el Guitar Hero World Tour afegint la bateria i el micròfon, el Guitar Hero World Tour Mobile va afegir l'opció d'escollir la bateria a part de la guitarra principal. Els tambors i els plats es tocaven igual que les notes de la guitarra i es va afegir un nou botó pel pedal del bombo. En mòbils avançats, el videojoc reconeixia quan es premien diverses tecles alhora, ja que aquesta versió suportava els acords. Una altra addició és el mode batalla per dos jugadors de forma semblant a la "guerra de mestres" afegida en el Guitar Hero III: Legends of Rock.

Amb el llançament del Guitar Hero 5, també es va ampliar la saga amb el Guitar Hero 5 Mobile per als telèfons mòbils. Aquesta nova edició no va comportar canvis importants en el sistema de joc però si que es va implementar la possibilitat de poder descarregar versions MP3 de les cançons a través d'internet, en lloc del format MIDI que s'utilitzava en les versions anteriors.

## Banda sonora

### Guitar Hero III Mobile
Guitar Hero III Mobile inclou un repertori de 15 cançons provinents dels Guitar Hero II i Guitar Hero III: Legends of Rock. Les cançons estan dividides en tres escenaris de cinc cançons, on l'última de cada escenari és extra i es desbloqueja després de tocar les altres quatre. Durant tot l'any 2008 es va llançar un pack de tres cançons mensualment, de forma que es van afegir un total de 24 cançons descarregables. La qualitat i el format de les cançons depenen del tipus de telèfon, això no obstant, només estan disponibles els dos primers minuts de les cançons. És un videojoc musical desenvolupat MachineWorks Northwest LLC i publicat per Hands-On Mobile. Es tracta d'una adaptació de la saga Guitar Hero per a telèfons mòbils que es va llançar el 20 de desembre de 2007 per terminals Verizon Wireless i l'1 d'abril de 2008 per BlackBerry.
El joc inclou un total de 15 cançons que provenen del Guitar Hero II i Guitar Hero III: Legends of Rock amb l'addició de diferents packs llançats mensualment. La qualitat de les cançons varia segons el tipus de mòbil, això no obstant, només es poden tocar els dos primers minuts de cada cançó a causa de la reducció de la mida dels arxius.
Aquesta edició presenta únicament tres nivells d'escenari que estan formats per quatre cançons més una d'extra que es desbloqueja quan es completen correctament totes les cançons de l'escenari. Un cop s'ha tocat correctament l'extra, es desbloqueja en següent escenari. Així doncs, el repertori principal està format per 15 cançons que només es poden tocar en mode carrera individual o en mode ràpid (quickplay).
| Any  | Títol                                 | Artista                  | Escenari                 |
| ---- | ------------------------------------- | ------------------------ | ------------------------ |
| 1970 | "Black Magic Woman"                   | Santana                  | 1. Opening Licks         |
| 1993 | "Cherub Rock"                         | The Smashing Pumpkins    | 2. Amp Warmers           |
| 1979 | "Hit Me with Your Best Shot"          | Pat Benatar              | 2. Amp Warmers           |
| 1973 | "Jessica"                             | The Allman Brothers Band | 3. String Snappers       |
| 2006 | "Miss Murder"                         | AFI                      | 1. Opening Licks         |
| 2006 | "Monsters"                            | Matchbook Romance        | 3. String Snappers       |
| 1970 | "Paranoid"                            | Black Sabbath            | 3. String Snappers       |
| 1984 | "Rock You Like a Hurricane"           | The Scorpions            | 3. String Snappers Extra |
| 1972 | "School's Out"                        | Alice Cooper             | 1. Opening Licks Extra   |
| 1983 | "Shout at the Devil"                  | Mötley Crüe              | 3. String Snappers       |
| 1974 | "Strutter"                            | Kiss                     | 2. Amp Warmers           |
| 1991 | "Suck My Kiss"                        | Red Hot Chili Peppers    | 1. Opening Licks         |
| 1996 | "Trippin' on a Hole in a Paper Heart" | Stone Temple Pilots      | 2. Amp Warmers Extra     |
| 2005 | "Woman"                               | Wolfmother               | 1. Opening Licks         |
| 1978 | "You Really Got Me"                   | Van Halen                | 2. Amp Warmers           |

Des del mes de gener de 2008, i durant tot l'any, mensualment es llançà un pack de tres cançons que es podia adquirir per ser tocat en el mode carrera i en el mode ràpid.
| Any  | Títol                                | Artista                  | Mes llançament |
| ---- | ------------------------------------ | ------------------------ | -------------- |
| 1988 | "Mother"                             | Danzig                   | Gener 2008     |
| 1977 | "Barracuda"                          | Heart                    | Gener 2008     |
| 1971 | "The Seeker"                         | The Who                  | Gener 2008     |
| 2006 | "Life Wasted"                        | Pearl Jam                | Febrer 2008    |
| 1989 | "She Bangs the Drums"                | The Stone Roses          | Febrer 2008    |
| 1983 | "Pride and Joy"                      | Stevie Ray Vaughan       | Febrer 2008    |
| 1970 | "War Pigs"                           | Black Sabbath            | Març 2008      |
| 1973 | "Search and Destroy"                 | Iggy Pop and The Stooges | Març 2008      |
| 1974 | "Free Bird"                          | Lynyrd Skynyrd           | Març 2008      |
| 1976 | "Crazy on You"                       | Heart                    | Abril 2008     |
| 2004 | "Laid to Rest"                       | Lamb of God              | Abril 2008     |
| 2007 | "Metal Heavy Lady"                   | Lions                    | Abril 2008     |
| 1975 | "Slow Ride"                          | Foghat                   | Maig 2008      |
| 1992 | "Black Sunshine"                     | White Zombie             | Maig 2008      |
| 1970 | "Mississippi Queen"                  | Mountain                 | Maig 2008      |
| 2005 | "Stricken"                           | Disturbed                | Juny 2008      |
| 1987 | "Talk Dirty to Me"                   | Poison                   | Juny 2008      |
| 1975 | "Rock and Roll All Nite"             | Kiss                     | Juny 2008      |
| 1985 | "Madhouse"                           | Anthrax                  | Juliol 2008    |
| 1990 | "Psychobilly Freakout"               | Reverend Horton Heat     | Juliol 2008    |
| 1970 | "Rock and Roll Hoochie Koo"          | Rick Derringer           | Juliol 2008    |
| 1990 | "Stop"                               | Jane's Addiction         | Agost 2008     |
| 2007 | "The Arsonist"                       | Thrice                   | Agost 2008     |
| 1990 | "John The Fisherman"                 | Primus                   | Agost 2008     |
| 1962 | "Misirlou"                           | Dick Dale                | Setembre 2008  |
| 1976 | "Carry on Wayward Son"               | Kansas                   | Setembre 2008  |
| 1991 | "Girlfriend"                         | Matthew Sweet            | Setembre 2008  |
| 1981 | "YYZ"                                | Rush                     | Octubre 2008   |
| 2006 | "Freya"                              | The Sword                | Octubre 2008   |
| 1984 | "Tonight I'm Gonna Rock You Tonight" | Spinal Tap               | Octubre 2008   |
| 1973 | "La Grange"                          | ZZ Top                   | Novembre 2008  |
| 1972 | "Cities On Flame With Rock and Roll" | Blue Oyster Cult         | Novembre 2008  |
| 1977 | "Last Child"                         | Aerosmith                | Novembre 2008  |
| 2006 | "Close"                              | Lacuna Coil              | Desembre 2008  |
| 2005 | "F.C.P.R.E.M.I.X."                   | The Fall of Troy         | Desembre 2008  |
| 1990 | "Cliffs of Dover"                    | Eric Johnson             | Desembre 2008  |

### Guitar Hero World Tour Mobile
Guitar Hero World Tour Mobile inclou també un repertori de 15 cançons dividides en tres escenaris de cinc cançons, on l'última de cada escenari és extra i es desbloqueja després de tocar les altres quatre. Des del desembre de 2008, mensualment es llança un pack d'una o dues cançons descarregables.
És un videojoc musical desenvolupat MachineWorks Northwest LLC i publicat per Hands-On Mobile. Es tracta d'una adaptació de la saga Guitar Hero per a telèfons mòbils. El joc inclou un total de 15 cançons que provenen del Guitar Hero World Tour amb l'addició de diferents packs llançats mensualment.
Aquesta edició presenta únicament tres escenaris que estan formats per quatre cançons més una d'extra que es desbloqueja quan es completen correctament totes les cançons de l'escenari. Un cop s'ha tocat correctament la cançó extra, es desbloqueja el següent escenari. Així doncs, el repertori principal està format per 15 cançons que només es poden tocar en mode carrera individual o en mode ràpid (quickplay).
| Any  | Títol                          | Artista                            |
| ---- | ------------------------------ | ---------------------------------- |
| 1993 | "Are You Gonna Go My Way"      | Lenny Kravitz                      |
| 1978 | "Hollywood Nights"             | Bob Seger & The Silver Bullet Band |
| 2007 | "Lazy Eye"                     | Silversun Pickups                  |
| 2002 | "Obstacle 1"                   | Interpol                           |
| 1979 | "One Way or Another"           | Blondie                            |
| 2008 | "Overkill"                     | Motörhead                          |
| 2008 | "Re-Education (Through Labor)" | Rise Against                       |
| 1996 | "Santeria"                     | Sublime                            |
| 1995 | "Some Might Say"               | Oasis                              |
| 1995 | "Spiderwebs"                   | No Doubt                           |
| 2003 | "Stillborn"                    | Black Label Society                |
| 1975 | "Stranglehold"                 | Ted Nugent                         |
| 1974 | "Sweet Home Alabama" (Directe) | Lynyrd Skynyrd                     |
| 1993 | "Today"                        | The Smashing Pumpkins              |
| 1970 | "Up Around the Bend"           | Creedence Clearwater Revival       |

Des del mes de desembre de 2008, mensualment surt a la venda un pack d'una o dues cançons que es pot descarregar per ser tocat en el mode carrera i en el mode ràpid.
| Any  | Títol                      | Artista               | Data             |
| ---- | -------------------------- | --------------------- | ---------------- |
| 1973 | "The Joker                 | Steve Miller Band     | desembre de 2008 |
| 2008 | "G.L.O.W."                 | The Smashing Pumpkins | desembre de 2008 |
| 2005 | "You're Gonna Say Yeah"    | HushPuppies           | gener de 2009    |
| 2006 | "Our Truth"                | Lacuna Coil           | febrer de 2009   |
| 1983 | "Gimme All Your Lovin'"    | ZZ Top                | febrer de 2009   |
| 1993 | "Demolition Man" (Directe) | Sting                 | març de 2009     |
| 1973 | "Band on the Run"          | Wings                 | abril de 2009    |
| 2006 | "Nuvole E Lenzuola"        | Negramaro             | maig de 2009     |
| 2006 | "Toy Boy"                  | Stuck in the Sound    | juny de 2009     |
| 2007 | "Jimi"                     | Slightly Stoopid      | juny de 2009     |

### Guitar Hero 5 Mobile
Guitar Hero 5 Mobile inclou també un repertori de 20 cançons en format MIDI, tot i que els jugadors poden descarregar-se les cançons en format MP3 per millorar la qualitat sonora. Les cançons són escollides de la banda sonora del Guitar Hero 5. Es tracta de la música d'una adaptació de la saga Guitar Hero per a telèfons mòbils. El joc inclou un total de 20 cançons que provenen del Guitar Hero 5 en format MIDI amb l'addició de diferents packs llançats mensualment. El videojoc permet descarregar les versions MP3 de les cançons via Internet, ja que són de millor qualitat sonora.
| Any  | Títol                      | Artista                           |
| ---- | -------------------------- | --------------------------------- |
| 2008 | "A-Punk"                   | Vampire Weekend                   |
| 2008 | "Blue Day"                 | Darker My Love                    |
| 2009 | "Bring the Noise 20XX"     | Public Enemy featuring Zakk Wylde |
| 1994 | "Comedown"                 | Bush                              |
| 2007 | "Demon(s)"                 | Darkest Hour                      |
| 1995 | "Disconnected"             | Face to Face                      |
| 2000 | "Ex-Girlfriend"            | No Doubt                          |
| 1975 | "Fame"                     | David Bowie                       |
| 2000 | "Kryptonite"               | 3 Doors Down                      |
| 1992 | "Lithium" (Directe)        | Nirvana                           |
| 2003 | "One Big Holiday"          | My Morning Jacket                 |
| 1995 | "Only Happy When It Rains" | Garbage                           |
| 2001 | "The Rock Show"            | Blink-182                         |
| 2008 | "Sneak Out"                | Rose Hill Drive                   |
| 1980 | "The Spirit of Radio"      | Rush                              |
| 2006 | "Streamline Woman"         | Gov't Mule                        |
| 1996 | "What I Got"               | Sublime                           |
| 2008 | "You and Me"               | Attack Attack!                    |
| 1998 | "Young Funk"               | The Derek Trucks Band             |

## Recepció
En general, el Guitar Hero III Mobile va ser ben rebut, ja que es considera una adaptació força bona de la saga. Per una banda es va elogiar la qualitat de so, ja que era excel·lent segons els dispositiu i que la simplificació de cinc a tres botons feien accessible el joc a tothom. Tot i això, es va criticar la dificultat per descarregar les cançons del joc, l'escurçament de la durada de les cançons i el fet que només es podien mantenir dues cançons al telèfon mòbil al mateix temps. El joc va ser guardonat amb els premis de "Best Game" (millor joc) i "People's Choice Award" (elecció del públic) en la "Qualcomm 2008 BREW Developers Conference". Entre les dues versions es van obtenir prop d'un milió de descàrregues del joc i les companyies distribuïdores asseguren que es tocaven al voltant de 250.000 cançons cada dia.
El Guitar Hero III: Backstage Pass va rebre crítiques positives per l'addició d'elements de rol i petits minijocs. El joc va ser premiat l'any 2009 amb un Webby Award com a millor videojoc per mòbil.
El Guitar Hero World Tour Mobile també va rebre crítiques similars a la dels seus predecessors, destacant la millora de la qualitat de so. L'addició de la bateria també va ser ben rebuda, ja que doblava la jugabilitat del videojoc i permetia l'opció multijugador.
Com que el Guitar Hero 5 Mobile no aportava gaires canvis respecte a la iteració anterior del jov, la recepció per part de la crítica fou força regular. Sí que es va destacar el fet d'adaptar-se més en l'actualitat amb la utilització de fitxers MP3 en lloc de MIDI.